# Sonnenwald
Sonnenwald – dawny obszar wolny administracyjnie (gemeindefreies Gebiet) w Niemczech w kraju związkowym Bawaria, w rejencji Dolna Bawaria, w regionie Donau-Wald, w powiecie Freyung-Grafenau. Teren był niezamieszkany.  
1 kwietnia 2013 jako obszar został rozwiązany, a z jego powierzchni 3,64 km² włączono do gminy Schöfweg, natomiast pozostałe 0,02 do gminy Zenting.